# Роже Ламі
Роже Ламі (фр. Roger Lamy, 13 січня 1926, Париж — 2 вересня 2018, Сюрен) — французький футболіст, що грав на позиції захисника за клуби «Расінг» (Париж) та «Ред Стар», а також за національну збірну Франції.

## Клубна кар'єра
У дорослому футболі дебютував 1944 року виступами за команду «Расінг» (Париж), в якій провів дев'ять сезонів, взявши участь у 239 матчах чемпіонату.  Більшість часу, проведеного у складі паризького «Расінга», був основним гравцем захисту команди. 1949 року ставав у її складі володарем Кубка Франції. 
1953 року перейшов до клубу «Ред Стар», за який відіграв наступні три сезони. Граючи у складі «Ред Стар» також здебільшого виходив на поле в основному складі команди. Завершив професійну кар'єру футболіста виступами за команду «Ред Стар» у 1956 році.

## Виступи за збірну
1950 року взяв участь у двох офіційних матчах за національну збірну Франції.
Помер 2 вересня 2018 року на 93-му році життя в Сюрені.
| Дата      | Місто  | Господарі | Результат | Гості     | Турнір           | Голи | Примітки |
| --------- | ------ | --------- | --------- | --------- | ---------------- | ---- | -------- |
| 27-5-1950 | Коломб | Франція   | 0 – 1     | Шотландія | товариський матч | -    |          |
| 1-11-1950 | Коломб | Франція   | 3 – 3     | Бельгія   | товариський матч | -    |          |
| Усього    |        | Матчів    | 2         |           | Голів            | 0    |          |

## Титули і досягнення
- Володар Кубка Франції (1):

«Расінг» (Париж): 1948-49